# Creeping Death
«Creeping Death» és el tercer senzill de la banda estatunidenca Metallica, el primer i únic del seu segon àlbum d'estudi Ride the Lightning, publicat el 23 de novembre de 1984. De l'àlbum se'n van extreure dos senzills més però de tipus promocional. Es tracta d'un clàssic exemple de l'estil thrash metal, i també d'una de les cançons que més freqüentment interpreten en directe, i ocasionalment la utilitzen per obrir els concerts.

## Producció
Escrita des de la perspectiva de l'àngel de la mort, descriu les deu plagues d'Egipte (Èxode 12:29). Es van inspirar després de veure la pel·lícula Els Deu Manaments, basada en la Bíblia, i on s'explica com els egipcis pateixen les plagues. En les lletres s'esmenten diverses plagues, totes pertanyents a l'Hagadà, llibre que recull narracions que rememoren l'alliberament de l'esclavatge dels fills d'Israel. Moisès va exigir repetidament al Faraó que els exèrcits hebreus es lliuressin de Egipte, i alliberar el seu poble a la terra promesa de Canaan. Moisès va insistir que venia enviat per Déu però davant la negativa del faraó, i a través del seu germà Aaron, van enviar les deu plagues al poble egipci.
La secció intermèdia del tema fou escrit originalment per Kirk Hammett mentre formava part de la banda Exodus i amb el títol de «Die by His Hand». Aquesta cançó fou inclosa en la llista de cançons que interpretaven en concert, però mai fou inclosa en cap àlbum.
El senzill presenta dues cares-B que en realitat són dues versions, «Am I Evil?», original de Diamond Head i «Blitzkrieg» de Blitzkrieg.
La cançó requereix sovint la intervenció de més d'un vocalista cantant alhora, inicialment Cliff Burton acompanyava a James Hetfield, mentre que després de la seva mort, Jason Newsted el va substituir i també va agafar aquest rol en la cançó. Amb l'arribada de Robert Trujillo, la secció que cantava el baixista ho realitza generalment el públic. En la interpretació en directe acostument a tocar-la en un tempo més elevat que la versió d'estudi.

## Llista de cançons
| 1.            | «Creeping Death» | James Hetfield, Lars Ulrich, Kirk Hammett, Cliff Burton | 6:36  |
| 2.            | «Am I Evil?»     | Sean Harris, Brian Tatler                               | 7:49  |
| 3.            | «Blitzkrieg»     | Ian Jones, Jim Sirotto, Brian Ross                      | 3:35  |
| Durada total: | Durada total:    | Durada total:                                           | 18:03 |

| 1.            | «Creeping Death»           | James Hetfield, Lars Ulrich, Kirk Hammett, Cliff Burton | 6:36  |
| 2.            | «Am I Evil?»               | Sean Harris, Brian Tatler                               | 7:49  |
| 3.            | «Blitzkrieg»               | Ian Jones, Jim Sirotto, Brian Ross                      | 3:35  |
| 4.            | «Jump in the Fire»         | Hetfield, Ulrich, Dave Mustaine                         | 4:41  |
| 5.            | «Seek & Destroy» (directe) | Hetfield, Ulrich                                        | 7:04  |
| 6.            | «Phantom Lord» (directe)   | Hetfield, Ulrich, Mustaine                              | 4:52  |
| Durada total: | Durada total:              | Durada total:                                           | 34:37 |